# Aleksandr Chivadze
Aleksandr  Gabrielis dze Chivadze (en georgiano: ალექსანდრე გაბრიელის ძე ჩივაძე) (Karachayevsk, Unión Soviética, 8 de abril de 1955) es un exfutbolista y entrenador georgiano aunque nacido en actual territorio ruso. Actualmente entrena a la selección sub-21 de Georgia.

## Clubes
| Club              | País            | Año         | Partidos | Goles |
| FC Dinamo Tbilisi | Unión Soviética | 1974 - 1987 | 324      | 44    |

- Datos: Q74989
- Multimedia: Aleksandr Chivadze / Q74989